# Альпухарское восстание (1499—1501)
Первое Альпухарское восстание (араб. ثورة البشرات الأولى‎; 1499—1501) — серия восстаний мусульманского населения Королевства Гранада, находившегося в составе кастильской короны (ранее Гранадский эмират) против их католических правителей. Они начались в 1499 году в городе Гранада в ответ на массовые насильственные обращения мусульманского населения в католическую веру, которые были восприняты как нарушения Гранадского договора 1491 года. Восстание в городе быстро стихло, но за ним последовали более серьезные восстания в близлежащем горном районе Альпухарры. Католические силы, в некоторых случаях возглавляемые лично королем Фердинандом, преуспели в подавлении восстаний и жестоко расправились с мусульманским населением.
Католические монархи Фердинанд и Изабелла использовали эти восстания как оправдание для отказа от Гранадского договора и отмены прав мусульман, гарантированных договором. Все мусульмане Гранады впоследствии должны были обратиться в католицизм или быть изгнаны, и в 1502 году эти принудительные обращения применялись ко всей Кастилии. Однако они не применялись в королевствах Валенсия или Арагон.

## Исторический фон

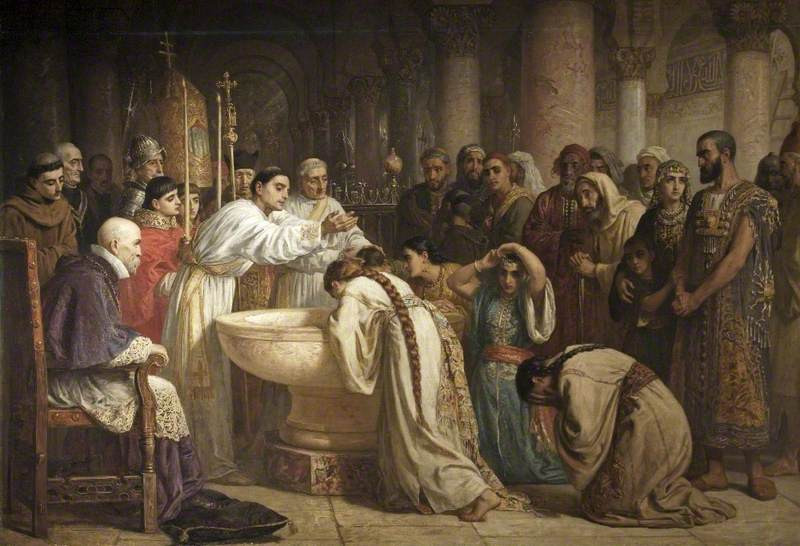
Принудительное обращение при Франсиско Хименесе де Сиснеросе считалось нарушением Гранадского договора и стало главным спусковым крючком восстания

Мусульмане присутствовали на Пиренейском полуострове с момента завоевания Испании Омейядами в VIII веке. К концу XV века Гранадский эмират был последней территорией полуострова, управляемой мусульманами. В январе 1492 года, после десятилетней кампании, Мухаммад XII Гранадский (также известный как «Боабдиль») сдал эмират католическим войскам во главе с католическими монархами Фердинандом II Арагонским и Изабеллой I Кастильской. Гранадский договор, подписанный в ноябре 1491 года, гарантировал ряд прав мусульманам Гранады, включая религиозную терпимость и справедливое обращение, в обмен на капитуляцию.
На тот момент мусульманское население бывшего эмирата Гранада оценивалось от 250 000 до 300 000 человек, что составляло большинство в бывшем эмирате и составляло примерно половину всего мусульманского населения Испании.
Первоначально католические монархи поддержали договор. Несмотря на давление со стороны испанского духовенства, Фердинанд Католик и архиепископ Гранады Эрнандо де Талавера выбрали политику невмешательства по отношению к мусульманам в надежде, что общение с католиками заставит их «осознать ошибочность» своей веры и отказаться от нее. Когда монархи Фердинанд и Изабелла посетили город летом 1499 года, их приветствовали восторженные толпы, в том числе мусульмане.
Летом 1499 года Франсиско Хименес де Сиснерос, архиепископ Толедо, прибыл в Гранаду и начал работать вместе с Эрнандо де Талаверой. Сиснеросу не понравился подход Талаверы, и он начал отправлять непокорных мусульман, особенно дворян, в тюрьму, где с ними жестоко обращались, пока они не согласились обратиться. Ободренный увеличением числа обращений, Сиснерос активизировал усилия и в декабре 1499 года сообщил папе Александру VI , что три тысячи мусульман обратились за один день. Собственный церковный совет Сиснероса предупредил, что эти методы могут быть нарушением Договора, а агиограф шестнадцатого века Альвар Гомес де Кастро назвал этот подход «неверными методами».

## Восстание в Альбайсине
Возрастающее насильственное обращение мусульман вызвало сопротивление, первоначально среди городского населения Альбайсина, мусульманского квартала Гранады. Ситуация усугублялась обращением с эльчами, бывшими христианами, принявшими ислам. Конкретные положения Гранадского договора запрещали обращение элчей обратно в христианство против их воли, но договор разрешал допрос таких обращенных христианскими священнослужителями в присутствии мусульманских религиозных авторитетов. Архиепископ Сиснерос использовал эту «лазейку», чтобы заключать в тюрьму тех эльчей, кто отказался вернуться в христианство. Эти усилия часто были сосредоточены на женах мужчин-мусульман — акцент, который разозлил мусульманское население, которое считало это нарушением своих семей.

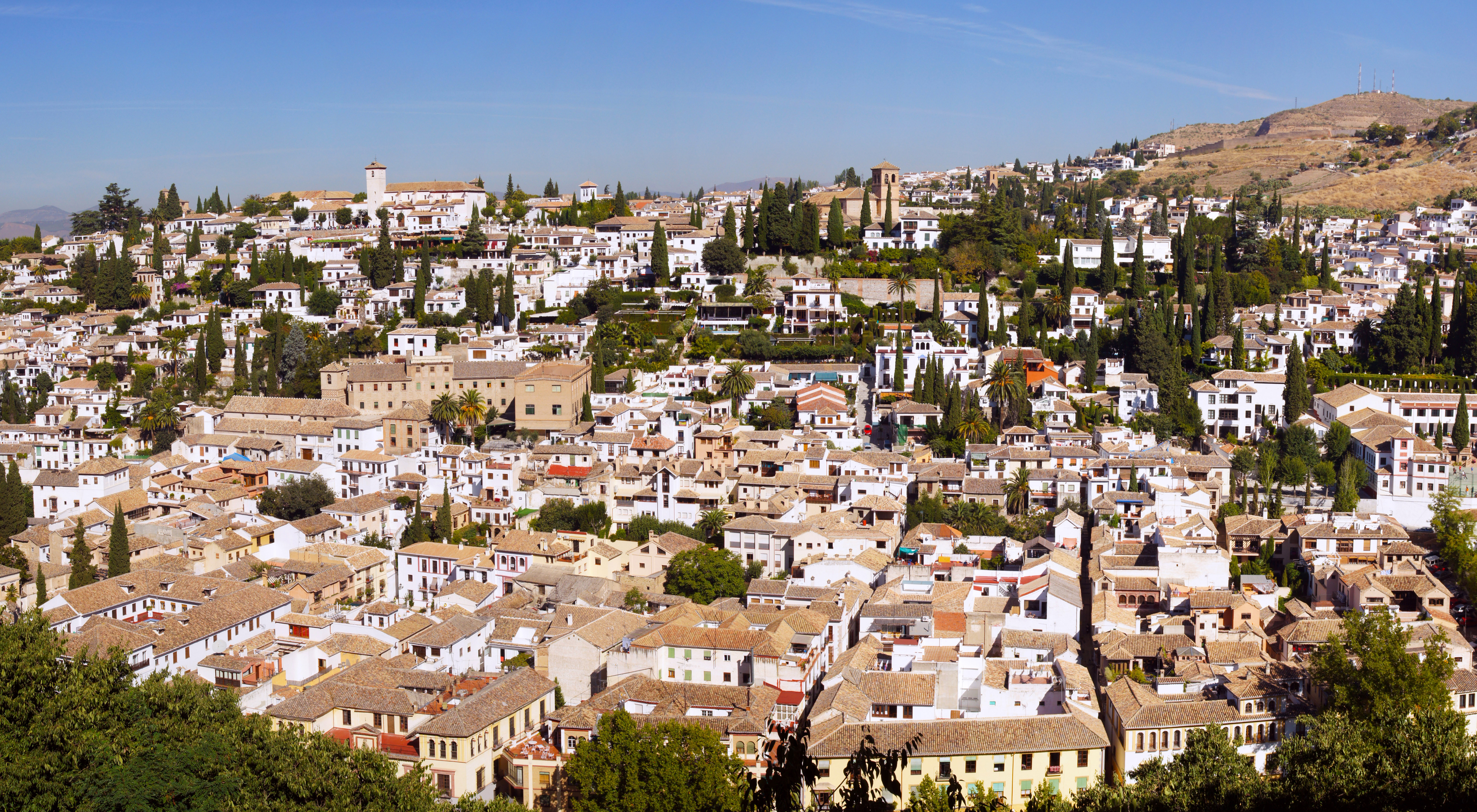
Панорама Альбайсина 2010 года, где произошло первое восстание.

18 декабря 1499 года в рамках этих усилий констебль Веласко де Баррионуэво и его помощник забрали женщину — эльче из Альбайсина для такого допроса. Когда они проходили через площадь, она кричала, что её принуждают стать христианкой. Затем официальные лица были окружены враждебно настроенной толпой, констебль был убит, а помощнику удалось бежать после того, как его приютила местная мусульманка.
Этот инцидент перерос в открытое восстание. Жители Альбайсина забаррикадировали улицы и вооружились. Разгневанная толпа подошла к дому Сиснероса, очевидно, для штурма. Позже эта толпа рассеялась, но в последующие дни восстание стало более организованным. Население Альбайсина избирало своих чиновников и лидеров. В последовавшем противостоянии архиепископ Эрнандо де Талавера и капитан-генерал маркиз де Тендилья попытались разрядить ситуацию путем переговоров и жестов доброй воли. Через десять дней восстание закончилось, когда мусульмане сдали свое оружие и выдали убийц констебля, которые были немедленно казнены.
Впоследствии Сиснерос был вызван в суд в Севилье для объяснения своих действий перед разъяренным Фердинандом. Однако Сиснерос утверждал, что именно мусульмане, а не он, нарушили Гранадский договор, участвуя в вооруженном восстании. Он убедил Фердинанда и Изабеллу объявить коллективное помилование мятежникам при условии, что они обратятся в христианство. Сиснерос вернулся в Гранаду, которая теперь номинально стала полностью христианским городом.

## Восстание в Альпухарре

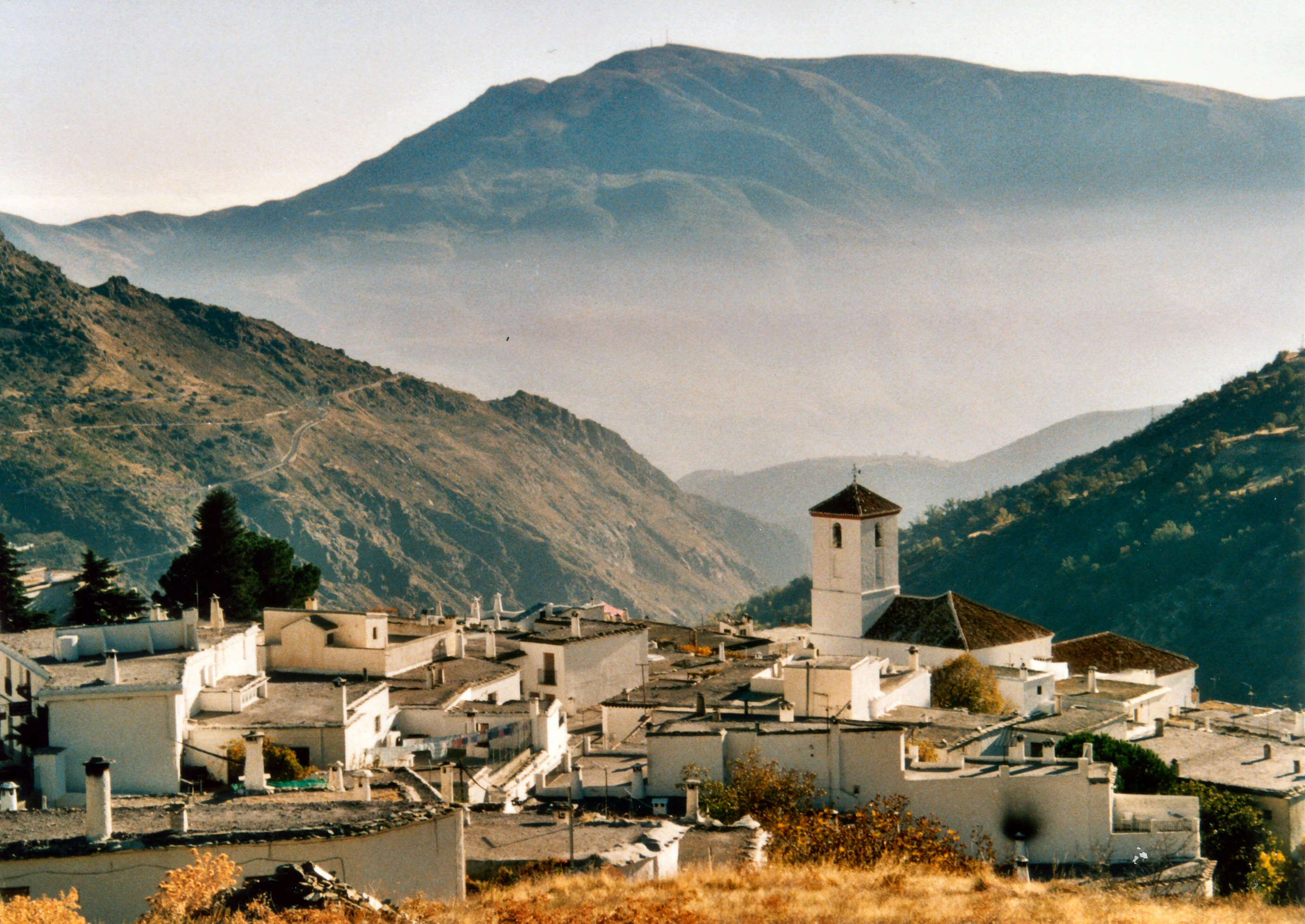
Капилейра, деревня Альпухарры, в 2000 году, которая сохранила многие черты со времен мусульманских жителей. В таких деревнях происходили восстания.

Хотя восстание в Альбайсине, казалось, было подавлено, а Гранада была номинально преобразована в христианский город, восстание распространилось на сельскую местность. Лидеры восстания Альбайсин бежали в горы Альпухарра . Жители гор, почти исключительно мусульмане, неохотно приняли христианское правление. Они быстро подняли восстания против того, что они считали нарушением условий Гранадского договора, и потому что они боялись, что пострадают от таких же насильственных обращений, как и жители Альбайсина. К февралю 1500 года для подавления восстания было мобилизовано 80 000 христианских солдат. К марту прибыл король Фердинанд Католик, чтобы лично руководить военными операциями против восставших.
Повстанцы часто тактически хорошо руководили и использовали гористую местность для ведения партизанской войны. Однако им не хватало центрального руководства и последовательной стратегии. Это было частично вызвано предыдущей кастильской политикой поощрения и содействия высшему классу Гранады покинуть страну или преобразовать и быть поглощенным христианским высшим классом. Отсутствие у повстанцев стратегического командования позволило христианским силам нанести поражение повстанцам в одном районе по отдельности, а затем перейти к следующему.
Мятежные города и деревни в Альпухарре постепенно терпели поражение. Фердинанд лично возглавил штурм Ланхарона. Повстанцы, которые сдались, как правило, должны были креститься, чтобы сохранить свою жизнь. С городами и селами, которые приходилось брать штурмом, обращались жестоко. Один из самых жестоких эпизодов произошел в Лаухар-де-Андаракс, где католические войска под командованием Луи де Бомона взяли в плен 3000 мусульман, а затем вырезали их. От двухсот до шестисот женщин и детей, укрывшихся в местной мечети, были взорваны с порохом. Во время захвата Велефике, все мужчины были убиты, а женщины обращены в рабство. В Нихаре и Гуэхар-Сьерре все население было порабощено, кроме детей, которых похитили, чтобы воспитать в христианстве.
14 января 1501 года Фердинанд Католик приказал своей армии отступить, потому что восстание, казалось, было подавлено. Тем не менее, дальнейшие беспорядки произошли в Сьерра-Бермеха. Армия под командованием Алонсо де Агилара, одного из самых выдающихся капитанов Испании, выступила, чтобы подавить это восстание. 16 марта недисциплинированные войска армии, жаждущие грабежа, атаковали повстанцев. Однако это было встречено ожесточенной контратакой. Результатом стала катастрофа для католической армии. Сам Агилар был убит в бою, а армия почти уничтожена.
Однако вскоре мусульмане потребовали мира, и Фердинанд Католик, зная о слабости армии и трудности горной войны, заявил, что мятежники должны выбирать между изгнанием или крещением. Только те, кто мог заплатить десять золотых доблас, получили проезд, а большинство, кто не мог заплатить, должны были остаться и креститься . Повстанцы сдавались волнами, начиная с середины апреля, так как некоторые ждали, в безопасности ли первые сдавшиеся повстанцы. Эмигранты были под охраной доставлены в порт Эстепона и получили пропуск в Северную Африку. Остальным было разрешено вернуться домой после обращения, сдачи оружия и конфискации имущества.

## Последствие

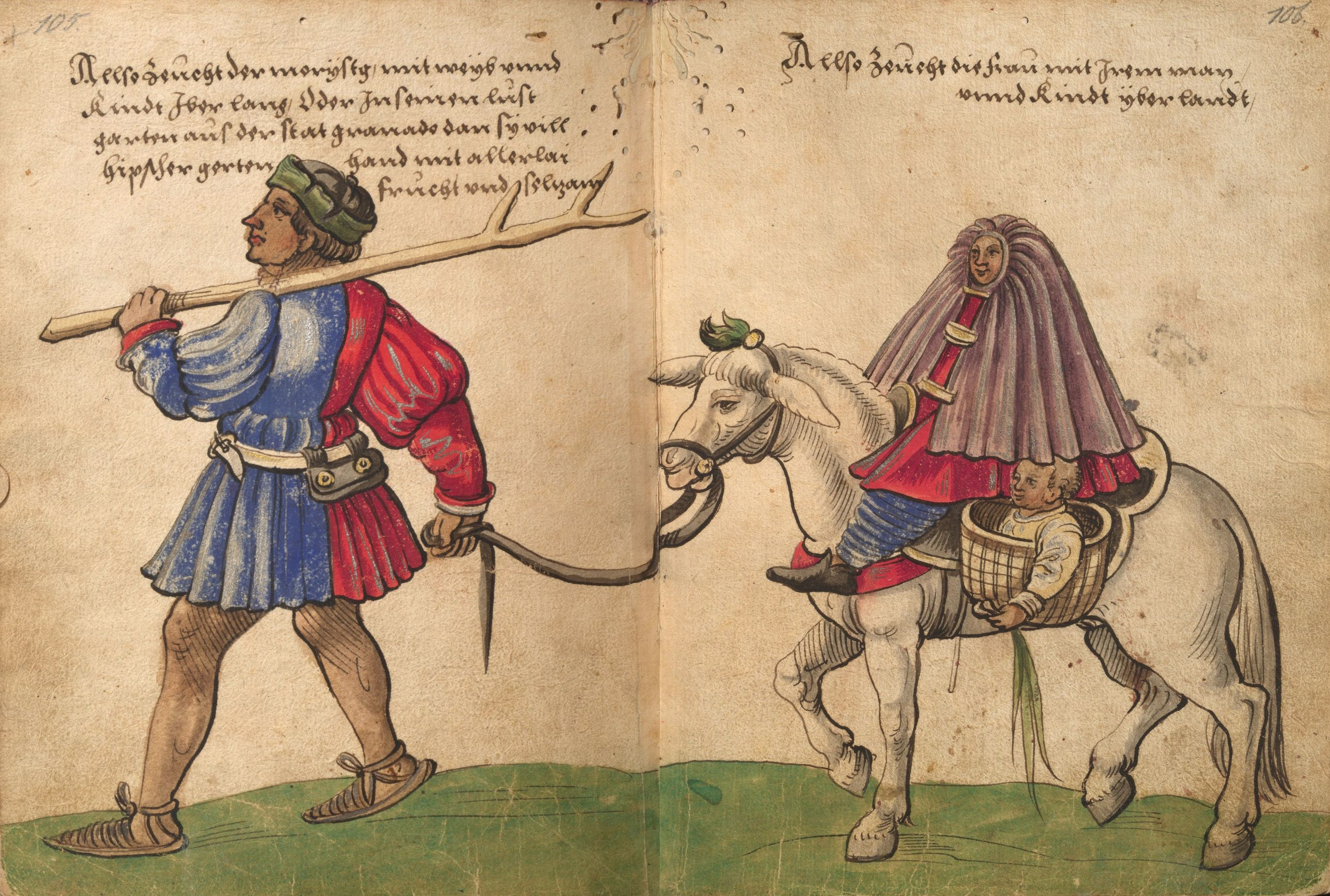
Изображение семьи морисков работы Кристофа Вайдица, 1529 г.

К концу 1501 года восстание было подавлено. Мусульманам больше не предоставлялись их права, предусмотренные Гранадским договором, и им был предоставлен выбор: (1) остаться и принять крещение, (2) отказаться от крещения и быть порабощенными или убитыми, или (3) быть изгнанными. Учитывая высокую плату, взимаемую за выезд из Испании, конверсия была для них единственным реальным вариантом . Таким образом, всего через десять лет после падения Гранадского эмирата все мусульманское население Гранады номинально стало христианином.
Прокламация 1502 года распространила эти насильственные преобразования на остальные земли Кастилии, хотя те, кто находился за пределами Гранады, не имели никакого отношения к восстанию. Новообращенные мусульмане были известны как nuevos cristianos («новые христиане») или мориски (букв. «мавританские»). Хотя они обратились в христианство, они сохранили свои существующие обычаи, в том числе свой язык, разные имена, пищу, одежду и даже некоторые церемонии. Многие тайно исповедовали ислам, хотя публично исповедовали и исповедовали христианство. В свою очередь, католические правители проводили все более нетерпимую и жесткую политику, чтобы искоренить эти характеристики. Кульминацией этого стала «Прагматика» Филиппа II от 1 января 1567 года, в которой морискам было приказано отказаться от своих обычаев, одежды и языка. Прагматика спровоцировала восстания морисков в 1568—1571 годах.